# Claude Guillon (écrivain)
Pour les articles homonymes, voir Claude Guillon et Guillon (homonymie).
Claude Guillon, né le 17 septembre 1952 à Paris où il est mort le 19 janvier 2023,, est un écrivain français.
Communiste libertaire, il défend des positions situationnistes. Il obtient un certain succès médiatique en 1982 en publiant Suicide, mode d'emploi, ouvrage vendu à 100 000 exemplaires qui sera ensuite interdit à la vente.

## Biographie
Claude Guillon naît dans un milieu de petite-bourgeoisie, plutôt orienté à gauche. Ses parents sont chirurgiens-dentistes dans le secteur public, son grand-père, prénommé lui aussi Claude, était syndicaliste, et fut député socialiste de la Nièvre de 1928 à 1932.
Il suit des études au Lycée de Meudon et obtient le baccalauréat en 1970. Il suit alors des études, inachevées, d'assistant social. Il est, dans ces années-là, proche de l'Organisation révolutionnaire anarchiste et milite dans un petit groupe local à Meudon. Objecteur de conscience, il refuse de faire son service national, tant militaire que civil. 
Il travaille à partir de 1977 comme pigiste pour la presse, notamment pour Libération. Il est un militant actif de la "révolution sexuelle", à la fois au sein du Mouvement du planning familial et au sein du petit Mouvement pour le soulèvement de la vie, d'inspiration reichienne, dont il est un des cofondateurs en 1972.
C'est avec la publication de Suicide mode d'emploi, en 1982, qu'il acquiert une certaine notoriété.

### Engagements et prises de position
Claude Guillon participe de 1990 à 1994 au journal Mordicus aux côtés de Serge Quadruppani.

#### Soutien aux étrangers en situation irrégulière
Le 28 août 1996, il est blessé au cours d'une manifestation de protestation contre l'expulsion d'étrangers en situation irrégulière de l'église Saint-Bernard, puis convoqué au tribunal pour « rébellion » et « violence aggravée à agents ayant entraîné une incapacité de moins de huit jours ».

#### Sur le déni de la souffrance, la fin de vie et le suicide
Dans sa recherche de dénonciation des divers abus de position dominante, Claude Guillon s'attache tout particulièrement à dénoncer celui du contrôle du corps de l'autre. Il est ainsi l'auteur de plusieurs livres sur le sujet du droit à la mort, de la reconnaissance de la douleur et de ces obstacles, dont Suicide, mode d'emploi.
Ce livre relate l'histoire, les différentes techniques et l'actualité du suicide. Suicide, mode d'emploi est atypique dans l'édition française. Publié en 1982, il se vend à plus de 100 000 exemplaires, il est traduit en six langues différentes. Au dixième chapitre figurent des « recettes médicamenteuses » et des noms de médicaments mortels. Ce sont ces dernières informations qui pousseront les adversaires du livre à le combattre.
Ceux-ci bataillent treize années durant, engageant dix procédures judiciaires. En 1983, le Sénat adopte une proposition de loi réprimant la « provocation au suicide », laquelle est adoptée par l'Assemblée nationale en 1987. Cette loi prohibe non seulement la provocation au suicide, mais aussi la propagande ou la publicité pour tout produit, objet ou méthode présenté comme permettant de se donner la mort. Le livre est mentionné dans les débats à l'Assemblée comme exemple de ce que la loi vise à interdire. Le livre est finalement interdit à la vente en France neuf ans après sa parution.
En 1997, Claude Guillon aborde dans À la vie, à la mort - Maîtrise de la douleur et droit à la mort, la question du déni de la douleur de l'enfant.

## Publications
- Pour en finir avec Reich, Alternative diffusion, 1978
- Ni vieux ni maîtres, guide à l’usage des 10–18 ans, en collaboration avec Yves Le Bonniec, éditions Alain Moreau, 1979
- Suicide, mode d’emploi, Histoire, technique, actualité, en collaboration avec Yves le Bonniec, éditions Alain Moreau, 1982
- De la révolution : 1989 l'inventaire des rêves et des armes, éditions Alain Moreau, 1988
- Deux enragés de la Révolution : Leclerc de Lyon et Pauline Léon, La Digitale, 1993
- Gare au TGV !, Car rien n’a d’importance, 1993
- 42 bonnes raisons pour les femmes de m’éviter, La Digitale, 1993
- Le Spectacle du Monde, DLM éditions, 1996
- À la vie à la mort, maîtrise de la douleur et droit à la mort, Noesis, 1997
- Économie de la misère, La Digitale, 1999 (trad. en espagnol, Alikornio ediciones)
- Le Siège de l’âme, éloge de la sodomie, Zulma, 1999
- Dommages de guerre (Paris-Pristina-Belgrade-1999), éditions de l'Insomniaque, Montreuil, 2000
- Pièces à conviction. Textes libertaires 1970-2000, Noesis, 2001
- Le Droit à la mort, "Suicide, mode d’emploi", ses lecteurs et ses juges, éditions Hors Commerce, 2004
- Je chante le corps critique, 2008
- Notre patience est à bout, 1792-1793, les écrits des Enragé(e)s, éditions IMHO, Paris, 2009 ; nouvelle éd. augmentée, 2016
- La Terrorisation démocratique, Montreuil, éditions Libertalia, coll. « À boulets rouges », 2009
- Comment peut-on être anarchiste ?, Montreuil, éditions Libertalia, 2015
- Abécédaire de la sodomie, Paris, éditions IMHO, 2019

### Textes
- La parole à... Joseph Déjacque, 20 mai 2013, « texte intégral »